# Carlo Dordi
Carlo Dordi (15. srpna 1815 Borgo Valsugana – 16. října 1892 Borgo Valsugana) byl rakouský politik italské národnosti z Tyrolska (respektive z Jižního Tyrolska), v 2. polovině 19. století poslanec Říšské rady.

## Biografie
Působil jako právník, národovec a spisovatel. Od roku 1848 byl veřejně a politicky aktivní v rámci italského národního hnutí v Tyrolsku.
Byl předsedou advokátní komory v Trentu. Působil na postu náměstka starosty Trenta. Zasedal i jako poslanec Tyrolského zemského sněmu, kde setrval až do své smrti.
Byl také poslancem Říšské rady (celostátního parlamentu Předlitavska), kam nastoupil v prvních přímých volbách roku 1873, za kurii venkovských obcí v Tyrolsku, obvod Trento, Cembra, Borgo atd. Rezignaci oznámil dopisem 23. června 1877 z politických důvodů, 27. listopadu 1877 opětovně složil slib. V roce 1873 se uvádí jako Dr. Carl Dordi, advokát, bytem Trento. V roce 1873 usedl do parlamentu za blok ústavověrných. Uvádí se tehdy coby jeden z 67 členů staroliberálního Klubu levice, vedeného Eduardem Herbstem. Patřil k Italské liberální straně v Tyrolsku a roku 1873 na Říšské radě neúspěšně navrhl společně s poslancem Giovannim a Pratem oddělení etnicky italských částí Tyrolska do samostatné korunní země. Stejný návrh podal i na zemském sněmu, ale byl odmítnut jak německými konzervativci tak německými liberály. Následovalo období italské pasivní rezistence (bojkotu) sněmu, který italští liberálové praktikovali ještě počátkem 90. let, kdy Dordi zemřel. Trvale zastával názor, že italská populace Tyrolska má obdržet autonomní status.
Zemřel v říjnu 1892. Příčinou úmrtí byl záchvat mrtvice. Pohřben byl v Trentu.